# Ernest Giles
William Ernest Powell Giles, né le 7 juillet 1835 à Bristol et mort le 13 novembre 1897 à Coolgardie, est un explorateur australien connu pour ses explorations dans le centre et l'ouest de l'Australie.
En 1875, il traverse pour la première fois le grand désert de Victoria qu'il baptise ainsi en honneur de la reine du Royaume-Uni.

## Biographie
Gardien de moutons, il est membre ou dirige cinq expéditions dans l'Australie-Occidentale dont les deux dernières avec des chameaux (1872-1876).
En 1874, il part de Perth, rejoint le golfe Spencer, découvre le Mont Olga, nomme le désert de Gibson en hommage à son compagnon disparu durant le périple et parcourt ainsi le continent d'est en ouest.
Il meurt d'une pneumonie à Coolgardie.
Jules Verne relate ses aventures dans son roman Mistress Branican (partie 2, chapitre III).